# Dolna Bela Crkva
Dolna Bela Crkva (macedónul: Долна Бела Црква, albánul Bollocërkë e Poshtme) település Észak-Macedóniában, a Pelagonijai körzet Reszeni járásában.

## Népesség
| Lakosok száma | 238  | 331  | 341  | 404  | 400  | 304  | 249  | 237  | 179  |
|               | 1948 | 1953 | 1961 | 1971 | 1981 | 1991 | 1994 | 2002 | 2021 |

- 2002-ben 237 lakosa volt, akik közül 156 macedón és 81 albán.